# Maureillas-las-Illas
Maureillas-las-Illas é uma comuna francesa na região administrativa da Occitânia, no departamento dos Pirenéus Orientais. Estende-se por uma área de 42.10 km², com 2.561 habitantes, segundo o censo de 2018, com uma densidade de 61 hab/km².